# Nuclei Armati Proletari

Scritta murale dei Nuclei Armati Proletari negli anni settanta

I Nuclei Armati Proletari (NAP) furono un'organizzazione di estrema sinistra italiana. Nacquero nella primavera del 1974 e furono attivi fino al settembre 1978, principalmente nell'Italia meridionale.

La nappista Maria Pia Vianale arrestata e scortata dai Carabinieri

## Organizzazione
I NAP non furono caratterizzati da una rigida struttura sul tipo delle Brigate Rosse, quanto piuttosto da essere costituiti da Nuclei autonomi.
In un loro documento, datato 1975 si può leggere:

## Storia
Nacquero nella primavera del 1974 e furono attivi fino al dicembre 1977, principalmente nell'Italia meridionale. Furono soprattutto sensibili alle problematiche carcerarie e dei disoccupati. 
Il gruppo iniziale conteneva alcuni scissionisti da Lotta Continua, dopo il rifiuto del vertice di quest'ultima della scelta di lotta al di fuori della legalità decisa nel 1973. I primi due nuclei sorsero a Napoli, a partire da vari gruppi locali di estrema sinistra (tra cui esponenti di Sinistra Proletaria), e a Firenze, a partire dall'esperienza del Collettivo George Jackson, una delle prime aggregazioni di ex-detenuti politicizzati, intitolato all'attivista afroamericano che divenne marxista durante la sua reclusione in carcere.
Ebbero una certa collaborazione con le Brigate Rosse negli ultimi anni 
della loro attività, effettuando alcune azioni congiunte tra il 1975 e il 1976. Alla fine i rimanenti in libertà aderirono in parte alle Brigate Rosse.
Tra i principali dirigenti dei NAP si ricordano: Ezio Rossi, Sergio Romeo, Luca Mantini, Annamaria Mantini, Nicola Pellecchia, Giovanni Gentile Schiavone, Pasquale Abatangelo, Nicola Abatangelo, Fiorentino Conti, Domenico Delli Veneri e Giorgio Panizzari

### Principali atti terroristici e altri fatti relativi

#### 1974

Tazebao, apparsi a Firenze dopo l'uccisione di Luca Mantini, appartenente ai Nuclei Armati Proletari, avvenuta il 29 ottobre 1974, che invitavano ai funerali.

| n° | Giorno | Mese      | Luogo              | Accadimento   | Descrizione | Nappisti coinvolti                                           | Altri coinvolti   |
| -- | ------ | --------- | ------------------ | ------------- | --- | ------------------------------------------------------------ | ----------------- |
| 1  | 4      | maggio    | Napoli             | Rapina        | i NAP compiono la loro prima azione rubando oggetti in una sezione del MSI-DN |                                                              |                   |
| 2  | 25     | luglio    | Napoli             | Sequestro     | sequestro del giovane studente universitario napoletano Antonino Gargiulo, figlio di un affermato professionista napoletano il riscatto di 70 milioni di lire viene pagato ed il rilascio avviene lo stesso giorno alle 22:00; il sequestro non verrà mai rivendicato |                                                              | []                |
| 3  |        | settembre |                    | Documento     | elaborazione del documento "Nuclei Armati Proletari, Autonomia Proletaria - Nucleo esterno movimento detenuti" |                                                              |                   |
| 4  | 4      | ottobre   | Milano Napoli Roma | Audiomessaggi | inizio della Campagna "Rivolta generale nelle carceri e lotta armata dei nuclei esterni" con la diffusione, di fronte alle carceri di Poggioreale (Napoli), Rebibbia (Roma) e San Vittore (Milano) di messaggi d'appoggio alle lotte dei prigionieri, allo scopo vengono impiegati altoparlanti attrezzati con cariche di esplosivo atte a distruggerli dopo l'emissione sonora                                                       |                                                              |                   |
| 5  |        | ottobre   | Napoli             | Incursione    | incursione nella sede dell'U.C.I.D. - Unione Cristiana Imprenditori Dirigenti, nel tentativo di colpire esponenti della Democrazia Cristiana |                                                              |                   |
| 6  | 29     | ottobre   | Firenze            | Rapina        | nel corso di una rapina per autofinanziamento all'agenzia di Piazza Leon Battista Alberti della Cassa di Risparmio di Firenze vengono uccisi dai carabinieri, Luca Mantini, già fondatore del Collettivo Jackson, e Giuseppe Romeo detto "Sergio"; altri 3 nappisti riescono a fuggire, ma due di loro, Pippo Sofia e Pasquale Abatangelo, feriti, verranno catturati. Rimane ferito il maresciallo dei carabinieri Luciano Arrigucci | Pasquale Abatangelo Luca Mantini Giuseppe Romeo Pietro Sofia | Luciano Arrigucci |
| 7  |        | novembre  | Napoli             | Incursione    | incursione in una sede della Democrazia Cristiana |                                                              |                   |
| 8  | 18     | dicembre  | Napoli             | Sequestro     | sequestro dell'industriale cementiero napoletano Giuseppe Moccia, il riscatto di 1 miliardo di lire viene pagato ed il rilascio avviene 4 giorni dopo; i nappisti adottarono una tecnica "copiata" da un film d'azione, modificando la segnaletica stradale per realizzare l'agguato |                                                              | Giuseppe Moccia   |
| 9  | 30     | settembre | Bolzano            | Attentato     | azione terroristica contro il monumento alla vittoria di Bolzano, dove oltre a far esplodere un ordigno ad alto potenziale, vengono lasciati dei volantini con cui si condannano sia i neofascisti italiani sia i neonazisti tedeschi, e si fa un appello per una lotta di classe comune tra il proletariato italiano e tedesco in Alto Adige.                                                                                        |                                                              |                   |

#### 1975

Polaroid del Giudice di Gennaro ammanettato diffusa dai NAP

- 11 marzo, Napoli. Salta in aria un appartamento al primo piano in via Consalvo, 109. Nello scoppio perde la vita il nappista Vitaliano Principe, mentre Alfredo Papale rimane gravemente ferito; i due stavano confezionando un ordigno esplosivo. L'incidente permette alla forze dell'ordine di risalire, oltre ad una mole enorme di documenti ed informazioni sui NAP, anche ad altri tre appartamenti-covo. Dopo queste vicende i NAP decisero di spostare la loro attività a Roma.[2][7]
- 21 aprile, Roma. Ferimento del consigliere regionale Filippo De Jorio.
- 6 maggio, Roma. Sequestrato, il magistrato di Cassazione Giuseppe di Gennaro, Direttore dell'Ufficio X "Centro Elettronico" della Direzione Generale degli Istituti di Prevenzione e Pena del Ministero di Grazia e Giustizia; il riscatto è rappresentato dalla diffusione radiofonica di un comunicato, dal trasferimento di alcuni detenuti e miglioramento delle condizioni del carcere di Viterbo; il rilascio avviene l'11 maggio.
- 9 maggio, Viterbo. Due fondatori dei NAP (Pietro Sofia e Giorgio Panizzari) e un detenuto "comune" politicizzatosi in carcere (Martino Zicchitella) tentano l'evasione dal carcere, sequestrando un agente di custodia. Essi rivendicano il rapimento di Giuseppe di Gennaro, ad opera dei NAP, e chiedono di essere trasferiti e di trasmettere alla radio un loro proclama. Le richieste vennero accolte.
- 30 maggio, Aversa. Il nappista Giovanni Taras resta ucciso mentre posiziona un ordigno esplosivo collegato al registratore sul tetto del manicomio giudiziario cittadino; l'azione doveva diffondere un messaggio registrato di solidarietà con gli internati e contro la gestione di questo istituto che, all'epoca, da più parti, veniva definito un "lager"; l'azione è rivendicata dal "Nucleo Armato "Sergio Romeo".

#### 1976
- 28 gennaio, Roma, il Nucleo Armato "Sergio Romeo" dei NAP ferisce alle gambe il magistrato Pietro Margariti, consigliere di Cassazione che si occupa delle carceri e del trasferimento dei detenuti.
- 9 febbraio, il vicebrigadiere della polizia Antonino Tuzzolino viene ferito da colpi di arma da fuoco sparati da un commando dei NAP come atto di vendetta per la morte della nappista Annamaria Mantini avvenuta il 7 giugno 1975. Tuzzolino rimarrà paralizzato agli arti inferiori.
- 3 marzo, Napoli, un gruppo di 16 detenuti, militanti dei NAP, cerca di evadere dal carcere di Poggioreale. Fallito il tentativo, si barricano all'interno del Padiglione Transito e prendono in ostaggio un agente di custodia che rilasceranno dopo aver ottenuto garanzie di incolumità.
- 15 marzo, Pozzuoli, un attentato dinamitardo rivendicato dai NAP danneggia la caserma dei carabinieri.
- 5 maggio, ferimento magistrato Paolino Dell'Anno, reo - secondo il comunicato - di aver fornito «copertura legale all'assassinio della compagna Annamaria Mantini».[8]
- 15 luglio, Roma, viene arrestato Giovanni Gentile Schiavone, tra i più noti militanti dei NAP.
- 20 agosto, Lecce, evasione dal carcere di venti detenuti tra cui i nappisti Martino Zicchitella e Giuseppe Sofia (tra gli altri detenuti evasi si ricorda il bandito Graziano Mesina).
- 22 novembre, Napoli, si apre il processo che vede alla sbarra 26 membri dei NAP e che si concluderà il 15 febbraio 1977.
- 14 dicembre, Roma, l'auto del vicequestore di polizia Alfonso Noce, responsabile dei Servizi di Sicurezza per il Lazio (cioè il nucleo regionale dell'antiterrorismo), viene assalita da alcuni nappisti scesi da un furgone; vengono sparate raffiche di mitra e nel corso della sparatoria viene ucciso con un colpo alla tempia l'agente di polizia Prisco Palumbo, al volante dell'auto; nello scontro a fuoco muore anche il succitato Zicchitella, mentre restano feriti Noce e un altro agente della sua scorta.[9]

#### 1977
- 22 gennaio, evasione dal carcere femminile di Pozzuoli delle "nappiste" Maria Pia Vianale e Franca Maria Salerno.

La foto ritrae Maria Pia Vianale (in primo piano) e Franca Maria Salerno (seminascosta dietro il carabiniere a destra) mentre lasciano il Palazzo di Giustizia di Roma l'11 luglio 1977, per il rinvio di due giorni del processo per direttissima dinnanzi alla 9ª Sezione Penale.

La foto ritrae Franca Maria Salerno (a sinistra, incinta) e Maria Pia Vianale (a destra) nel banco degli imputati della 9ª Sezione Penale del Palazzo di Giustizia di Roma nel dicembre 1977, durante il processo per direttissima.

- 22 marzo, Roma. Alle ore 23 su di un autobus della linea 27 dell'ATAC che percorreva Viale Trastevere verso Monteverde Nuovo l'agente di polizia Claudio Graziosi (21 anni), del IV Reparto Celere di Napoli ma aggregato a Roma, fuori servizio, riconobbe in una giovane donna bionda la nappista Maria Pia Vianale (evasa il 28 gennaio dal carcere di Pozzuoli); l'agente si avvicinò all'autista e, dopo essersi qualificato, gli chiese di dirigersi verso il più vicino posto di polizia. L'autista si diresse verso il comando della Polizia stradale di Via Volpato, sulla Circonvallazione Gianicolense, ma i passeggeri protestarono, costringendo Claudio Graziosi a qualificarsi e a cercare di bloccare la sospetta. Un secondo nappista, Antonio Lo Muscio, raggiunse il poliziotto alle spalle, colpendolo con 6 o 7 colpi di pistola. I due nappisti fuggirono in direzione del ponte ferroviario di via Portuense; decine di equipaggi di Polizia e Carabinieri si diedero alla loro ricerca; agenti di polizia, in una successiva sparatoria, uccisero a colpi di pistola la guardia zoofila in borghese Angelo Cerrai (40 anni), che inseguiva i nappisti con la pistola in pugno, e che non sentì l'ordine di fermarsi, datogli dalla polizia[10][11].
- 5 aprile, Napoli. Viene rapito il politico Guido De Martino, figlio dell'ex segretario socialista Francesco De Martino, che verrà liberato il 15 maggio dopo confuse trattative e pagamento di un riscatto, di un miliardo di lire. Il rapimento è subito rivendicato da un gruppo combattente di Sesto San Giovanni vicino ai NAP, con telefonate a giornali ed agenzie di stampa, che impone la lettura di un messaggio in televisione. Questa rivendicazione venne smentita da un successivo comunicato nappista al Il Messaggero di Roma che accusava il terrorismo nero. Sul fatto, il primo che vide coinvolto direttamente un politico italiano di alto livello, non è ancora fatta piena luce[12].
- 2 maggio, Roma. Viene arrestato l'avvocato Saverio Senese di Soccorso rosso militante accusato di complicità con i NAP.
- 1º luglio, Roma. Una pattuglia dei Carabinieri individua il nappista Antonio Lo Muscio mentre si trovava seduto sulla scalinata della basilica di San Pietro in Vincoli a Roma, in compagnia di Maria Pia Vianale e di Franca Salerno; segue uno scontro a fuoco in cui muore Antonio Lo Muscio, raggiunto dai colpi di mitra esplosi dalle forze dell'ordine, e vengono arrestate le due nappiste.
- 3 novembre, Milano. Un commando composto da quattro persone tra cui due nappisti (Alfeo Zanetti, Enzo Caputo) prendono d'assalto un ufficio delle Poste Italiane per autofinanziarsi. Nel corso dello scontro a fuoco nato con le forze dell'ordine, viene colpito a morte Giuseppe Saporito, un ignaro passante preso in ostaggio dallo Zanetti. Il colpo mortale è sparato da una guardia giurata della Mondialpol. Dopo 35 anni di oblio, nel 2012 Giuseppe Saporito viene riconosciuto Vittima del Terrorismo grazie al duro lavoro del figlio Roberto e dell'Associazione Vittime del Terrorismo. (fonti documentazione: Ministero degli Interni, DIGOS, ROS, Tribunali di Milano e Asti)

### 1978
- 30 settembre, Bolzano. viene posizionato un ordigno ad alto potenziale che danneggia il monumento alla vittoria di Bolzano, dove vengono lasciati dei volantini in cui si condannano sia i neofascisti italiani che i neonazisti tedeschi ed in cui viene lanciato un appello per la lotta di classe contro la borghesia alto atesina.

Dopo questo attentato organizzato con l'esplosivo, i NAP rimasero inattivi.
Un totale di 65 persone venne inquisita durante le indagini sui NAP.

### Il maxiprocesso finale
La Corte di Assise di Napoli emise, all'alba del 16 febbraio 1977, la sentenza a carico dei NAP. La Corte inflisse 289 anni e 11 mesi di carcere a 22 nappisti. Ecco le pene globali (cumulando reclusione e arresto):
- Pasquale Abatangelo: 4 anni e 6 mesi
- Alberto Buonoconto: 15 anni
- Claudio Carbone: 15 anni
- Fiorentino Conti: 20 anni
- Antonio De Laurentis: 20 anni e 5 mesi
- Pasquale De Laurentis: 15 anni e 4 mesi
- Edmondo De Quartez: 9 anni
- Domenico Delli Veneri: 18 anni e 5 mesi
- Enrico Galloni: 7 anni e 5 mesi
- Roberto Galloni: 7 anni e 11 mesi
- Giovanni Gentile Schiavone: 22 anni
- Roberto Marrone: 5 anni e 4 mesi
- Aldo Mauro: 20 anni e 5 mesi
- Giorgio Pannizzari: 16 anni e 4 mesi
- Alfredo Papale: 10 anni e 10 mesi
- Nicola Pellecchia: 21 anni e 5 mesi
- Franca Salerno: 7 anni e 5 mesi
- Maria Rosaria Sansica: 6 anni
- Claudio Savoca: 7 anni e 5 mesi
- Giuseppe Sofia: 10 anni e 3 mesi
- Pietro Sofia: 16 anni e 5 mesi
- Maria Pia Vianale: 13 anni e 5 mesi

## Nuclei che aderirono ai Nuclei Armati Proletari
- Nucleo Armato "29 ottobre" (Napoli)
- Nucleo Armato "Annamaria Mantini" (Napoli)
- Nucleo Armato "Sergio Romeo" (Firenze)
- Nucleo Armato Azione Combattenti Sud Tirolo
- Gruppo Meridionale NAP (Bari)

### I "covi"

Armi e materiali ritrovati in un covo dei Nuclei Armati Proletari negli anni settanta

- Napoli - Via Consalvo, 109 - primo piano, scoperto l'11 marzo 1975
- Napoli - zona Capodimonte, scoperto il 4 giugno 1975
- Napoli - Via Riviera di Chiaia, scoperto nel 1975
- Napoli - scoperto nel 1975
- Roma - zona Tor di Quinto, scoperto ad inizio luglio 1975
- Ostia - Via delle Repubbliche Marinare, scoperto nel settembre 1976
- Roma - Via Aurelia, scoperto il 5 settembre 1976
- Ostia - Via delle Gondole - scoperto nel 1977
- Roma - zona Gianicolense, scoperto il 24 marzo 1977
- Roma - zona Torpignattara, scoperto il 28 aprile 1977
- Nettuno - scoperto il 17 maggio 1977
- Roma - Via dei Savorelli, scoperto il 13 dicembre 1977
- Ostia - zona Lido, scoperto il 27 dicembre 1977
- Ostia - scoperto nel 1978

## Persone che aderirono ai Nuclei Armati Proletari

### Le statistiche
La magistratura rinviò a giudizio, in tutto, 65 persone appartenenti e/o fiancheggiatori dei Nuclei Armati Proletari in vari processi.

Da una analisi dei dati processuali, sui 65 appartenenti e/o fiancheggiatori, si evincono i seguenti dati statistici che possono dare delle interessanti chiavi di lettura del fenomeno aggregativo dei NAP:
| Sesso dei Nappisti |            |           |
| Maschi             | Femmine    | TOTALE    |
| 51 = 78,5%         | 14 = 21,5% | 65 = 100% |

| Età dei Nappisti |              |              |              |              |              |              |            |           |
| Meno di 20       | dai 21 ai 25 | dai 26 ai 30 | dai 31 ai 35 | dai 36 ai 40 | dai 41 ai 45 | dai 46 ai 50 | oltre i 50 | TOTALE    |
| 6 = 9,2%         | 22 = 33,8%   | 16 = 24,6%   | 8 = 12,3%    | 5 = 7,7%     | 6 = 9,2%     | 1 = 1,5%     | 1 = 1,5%   | 65 = 100% |

| Titoli di studio dei Nappisti |                 |                 |            |               |           |
| Elementare                    | Media inferiore | Media superiore | Università | dati mancanti | TOTALE    |
| 10 = 15,4%                    | 21 = 32,3%      | 10 = 15,4%      | 12 = 18,5% | 12 = 18,5%    | 65 = 100% |

| Lavoro dei Nappisti |            |           |          |           |          |              |             |                   |            |          |               |           |
| Lavoratori in nero  | Studenti   | Impiegati | Operai   | Artigiani | Artisti  | Commercianti | Disoccupati | Impiegati statali | Insegnanti | Precari  | dati mancanti | TOTALE    |
| 21 = 32,3%          | 12 = 18,5% | 6 = 9,2%  | 3 = 4,6% | 1 = 1,5%  | 1 = 1,5% | 1 = 1,5%     | 1 = 1,5%    | 1 = 1,5%          | 1 = 1,5%   | 1 = 1,5% | 16 = 24,6%    | 65 = 100% |

### I componenti
Tra i componenti dei NAP vi furono:
- Nicola Abatangelo
- Pasquale Abatangelo[16]
- Alberto Buonoconto, impiccatosi il 20 dicembre 1980 a Napoli durante lo sconto di pena a casa dei genitori
- Claudio Carbone, soffocato/si il 30 luglio 1993 a Lauro durante lo sconto di pena nel carcere mandamentale
- Fiorentino Conti
- Antonio De Laurentis
- Pasquale De Laurentis
- Edmondo De Quartez
- Domenico Delli Veneri
- Domenico Di Napoli
- Enrico Galloni
- Roberto Galloni
- Giovanni Gentile Schiavone
- Antonio Lo Muscio (nome di battaglia Silvio), ucciso il 1º luglio 1977 a Roma dai carabinieri
- Annamaria Mantini (nome di battaglia Luisa), uccisa l'8 luglio 1975 a Roma dalla polizia
- Luca Mantini, ucciso il 29 ottobre 1974 a Firenze dai carabinieri
- Massimo Maraschi
- Roberto Marrone
- Aldo Mauro
- Sante Notarnicola
- Giorgio Panizzari
- Maria Rosa Paoli
- Alfredo Papale
- Nicola Pellecchia
- Vitaliano Principe, detto Vito, morto l'11 marzo 1975 a Napoli mentre confezionava un ordigno esplosivo
- Ezio Rossi
- Giuseppe Romeo (nome di battaglia Sergio), ucciso il 29 ottobre 1974 a Firenze dai carabinieri
- Dante Saccani
- Franca Maria Salerno
- Maria Rosaria Sansica
- Claudio Savoca
- Saverio Senese
- Giuseppe Sofia
- Pietro Sofia
- Giovanni Taras, detto Gianpiero, morto il 30 maggio 1975 ad Aversa mentre posizionava un ordigno esplosivo
- Maria Pia Vianale
- Martino Zicchitella, ucciso il 14 dicembre 1976 a polizia

### Galleria d'immagini

Il nappista Antonio Lo Muscio
La nappista Annamaria Mantini
Il nappista Luca Mantini
Il nappista Sante Notarnicola
Il nappista Giorgio Pannizzari
La nappista Franca Maria Salerno
La nappista Maria Pia Vianale

### Romanzi sui Nuclei Armati Proletari
- Sergio Lambiase, Terroristi brava gente, Marlin Editore, Cava de' Tirreni, 2005, ISBN 978-88-6043-002-1
- Attilio Veraldi, Il Vomerese, Avagliano Editore, Napoli, 1980/2004, ISBN 978-88-8309-146-9

### Fonti web
- Nuclei Armati Proletari su Polo del '900, su archivio900.it. URL consultato l'8 luglio 2009 (archiviato l'11 marzo 2022).
- Baruda,  Tre articoli sui NAP.,  baruda.net, Roma, 2008/2009
- Agenzia Giornalistica Italia,  micciacorta.it. URL consultato il 15 ottobre 2017 (archiviato dall'url originale il 23 giugno 2008),  micciacorta.it. URL consultato l'8 luglio 2009 (archiviato dall'url originale il 22 giugno 2008), Torino, 30 maggio 2007
- Adriano Sofri,  Così D'Amato mi propose di eliminare i NAP. URL consultato il 15 ottobre 2017 (archiviato dall'url originale il 22 giugno 2008)., Torino, 30 maggio 2007 (pubblicato su la Repubblica a pag. 27 il 30 maggio 2007)
- Adriano Sofri,  micciacorta.it, Torino, 29 maggio 2007 (pubblicato su Il Foglio del 29 maggio 2007)
- Il terrorismo in Italia negli anni Settanta - I Nuclei Armati Proletari ovvero carcere e mitra, in GNOSIS Rivista italiana di intelligence, n. 2, 2006. URL consultato il 4 dicembre 2022 (archiviato dall'url originale il 7 agosto 2009).
http://www.sisde.it/Gnosis/MainDb.nsf/HomePages/H18[collegamento interrotto] dell'Agenzia Informazioni e Sicurezza Interna, Roma, 2006, nº 2
- AA. VV.,  NAP - Nuclei Armati Proletari − Italia,  Archivio '900. del Comune di Roma, Roma, 2006
- Ce.Do.St. - Centro di documentazione storico politica su stragismo, terrorismo e violenza politica.,  NAP (Nuclei Armati Proletari) (archiviato dall'url originale il 6 settembre 2008),  Ce.Do.St.. Bologna, 20 dicembre 2005
- Nuclei Armati Proletari,  Intervista ai compagni dei NAP.[collegamento interrotto], 1975
- Nuclei Armati Proletari,  Volantino, ottobre 1974
- Nuclei Armati Proletari,  Volantino, settembre 1974